# Players Championship de 2016
O Players Championship de 2016 foi a quadragésima terceira edição do Players Championship, realizado entre os dias 12 e 15 de maio no PC Sawgrass de Ponte Vedra Beach, na Flórida, Estados Unidos. Foi a trigésima quinta edição realizada no campo do Estádio.
Jason Day, número um do ranking mundial e campeão da PGA de 2016, conquista seu primeiro título do Players Championship, com quatro tacadas à frente do vice-campeão, Kevin Chappell.